# Stoloteuthis weberi
Stoloteuthis weberi is een inktvissensoort uit de familie van de Sepiolidae. De wetenschappelijke naam van de soort werd voor het eerst geldig gepubliceerd in 1902 door Joubin. als Heteroteuthis weberi